# 巴藏镇
巴藏镇，原为巴藏乡，是中华人民共和国甘肃省甘南藏族自治州舟曲县下辖的一个乡镇级行政单位。2018年9月撤乡改镇。

## 行政区划
巴藏镇下辖以下地区：
上巴藏村、下巴藏村、溪岭村、后北山村和前北山村。